# Werpmolen

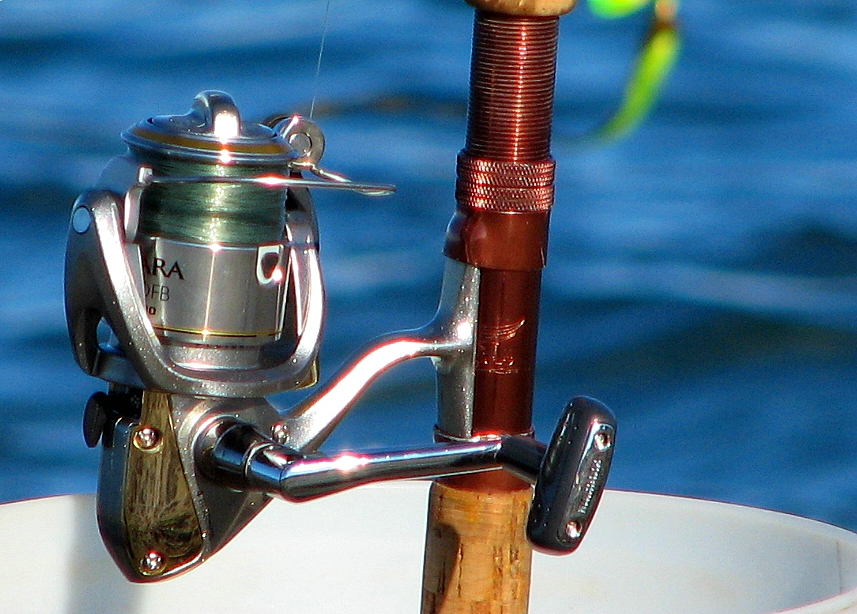
Werpmolen

Een werpmolen wordt gebruikt bij het sportvissen met een werphengel. De werpmolen bestaat uit een frame die aan de hengel wordt vastgezet. Op het frame zit een spoel waar het visdraad (nylon of gevlochten) op zit. Aan de zijkant van de molen zit een arm waaraan kan worden gedraaid. Hiermee kan nadat de lijn is uitgegooid, het visdraad weer in draaien. In dit systeem zitten meestal kogellagers verwerkt. Dit zorgt voor een soepele beweging. Soms zit er ook nog een slip op de werpmolen, wat erg handig is. Deze zorg ervoor dat wanneer er een vis aan de haak zit, hij er niet snel vandoor kan zwemmen. De vis wordt hierdoor langzaam moe en zo kan deze vervolgens worden ingedraaid.